# Klaus Hoppe (Fußballspieler)
Klaus Hoppe (* 4. Oktober 1950) ist ein ehemaliger deutscher Fußballspieler. In den 1970er und 1980er Jahren spielte er in Wernigerode Zweitligafußball.

## Sportliche Laufbahn
Im Alter von zehn Jahren begann Klaus Hoppe seine Fußballerlaufbahn bei der Betriebssportgemeinschaft (BSG) Motor Wernigerode. 1971 wechselte er zum Ortsrivalen BSG Einheit Wernigerode. Diese stieg 1975 in die zweitklassige DDR-Liga auf, unter maßgeblicher Beteiligung des inzwischen 25-jährigen Hoppe, der als Torschützenkönig der Mannschaft und der Bezirksliga mit 28 Toren zum Aufstieg beitrug.
In den ersten drei DDR-Liga-Spielzeiten spielte Hoppe hauptsächlich im Mittelfeld, fehlte jeweils nur in einem Punktspiel und war auch weiterhin als Torschütze erfolgreich. In der Saison 1976/77 wurde er mit zwölf Treffern erneut Torschützenkönig der BSG, zusammen mit dem ehemaligen Nationalspieler Hans-Bert Matoul. Zur Spielzeit 1978/79 wurde er zum Mannschaftskapitän bestimmt und wurde nun vorwiegend als Stürmer eingesetzt. Verletzungsbedingt konnte er aber nur die 13 Ligaspiele der Hinserie bestreiten. 1980 musste die BSG Einheit wieder aus der DDR-Liga absteigen, stieg aber mit Hoppe sofort wieder auf. Nachdem Hoppe in der Ligasaison 1981/82 noch einmal alle 22 Ligaspiele bestritten und mit fünf Toren zum Klassenerhalt beigetragen hatte, wurde das Ende seiner aktiven Laufbahn verkündet. Trotzdem half er in der Rückrunde der Spielzeit 1982/83 zum letzten Mal in acht der neun Spiele aus, kam aber nicht mehr zum Torerfolg. Damit war er in seinen sieben DDR-Liga-Spielzeiten auf 123 Punktspieleinsätze gekommen und hatte dabei 35 Tore erzielt.
Später wurde Klaus Hoppe Nachwuchstrainer bei verschiedenen Wernigeröder Sportgemeinschaften. Als Spieler der Ü-60 Mannschaft von Germania Wernigerode wurde er 2013 und 2014 Landesmeister von Sachsen-Anhalt.